# Partido Demócrata (Ecuador)
El Partido Demócrata fue un partido político ecuatoriano de pensamiento político liberal de corte populista formado por el ex alcalde de Guayaquil Francisco Huerta Montalvo.

## Historia
Francisco Huerta Montalvo formó el partido demócrata como escisión del Partido Liberal Radical Ecuatoriano como plataforma electoral personal, agrupando la facción populista del PLRE. Como partido recién formado, obtuvo la Vicepresidencia de la República al auspiciar la candidatura de León Roldós en las elecciones vicepresidenciales de 1981 para reemplazar a Osvaldo Hurtado.
Su única participación electoral para la presidencia de la república se dio en las elecciones presidenciales de 1984, candidatizando a Francisco Huerta Montalvo llegando en el 6.º lugar y obteniendo 6 diputados, incluyendo al diputado nacional Carlos Feraud Blum quien es electo como vicepresidente del Congreso Nacional.
Obtuvo un buen resultado en las elecciones seccionales de Ecuador de 1984:
- Prefectura de Pichincha: Fabián Alarcón
- Prefectura de Azuay: Leonardo Alvarado
- Prefectura de Tungurahua: Guido Palacios
- Prefectura de Zamora Chinchipe: Floro Regalado
- Alcaldía de Quito: Gustavo Herdoíza
- Alcaldía de Cuenca: Xavier Muñoz
- Alcaldía de Loja: Bolívar Guerrero
- Alcaldía de Puyo: Jorge Fernández

En las elecciones legislativas de 1986, obtiene únicamente un escaño y posteriormente es cancelado como partido.

## Resultados Electorales

### Elecciones Presidenciales
| Año  | Candidatos                | Candidatos              | 1a Vuelta | 1a Vuelta | Resultado |
| Año  | Presidente                | Vicepresidente          | Votos     | %         | Resultado |
| ---- | ------------------------- | ----------------------- | --------- | --------- | --------- |
| 1984 | Francisco Huerta Montalvo | Rodrigo Espinosa Bermeo | 146.646   | 6.64%     | 6.º Lugar |

### Elecciones Legislativas
| Año  | Cabeza de lista    | Votos   | Escaños |
| ---- | ------------------ | ------- | ------- |
| 1984 | Carlos Feraud Blum | 360.757 | 6/71    |
| 1986 | N/A                | 112.337 | 1/71    |

### Elecciones Seccionales
| Año  | Prefectos          | Alcaldes        |
| Año  | N.º de Prefecturas | N.º de Alcaldes |
| ---- | ------------------ | --------------- |
| 1984 | 4/19               | 4/25            |

Fuente: